# Ladoix
Le ladoix est un vin français rouge ou blanc d'appellation d'origine contrôlée produit sur une partie de la commune de Ladoix-Serrigny, dans le département de la Côte-d'Or.
Il est classé parmi les appellations communales de la côte de Beaune, à l'extrémité nord de ce vignoble, limitrophe de la côte de Nuits. Le ladoix est majoritairement produit en rouge (32 % en 2023) à partir de pinot noir N, le blanc représentant approximativement le tiers restant réalisé avec du chardonnay B.

## Histoire
Si la viticulture est attestée sur le territoire actuel de la Bourgogne depuis la période romaine, les vins de Ladoix n'apparaissent sous ce nom que tardivement, le négoce beaunois préférant le vendre sous d'autres noms plus vendeurs jusqu'à la création des appellations au début du XXe siècle. En fait, le lieu était connu jusqu'au XIXe siècle plus pour ses carrières de pierre veinée que pour son vin.

### Plusieurs hameaux
« Ladoix » est le nom d'un des hameaux au pied de Corton, d'abord centré sur la source de la Lauve (une exsurgence, appelée aussi une source vauclusienne), puis qui s'est étalée en village-rue le long de la D 974 (l'ancienne N 74). L'étymologie de « Ladoix » vient du vieux français « la douix », ce qui veut dire « la source ».
Depuis le Moyen Âge, c'est Serrigny (anciennement écrit Sarigney, Sarigni, Sarigniacum, Sericiacum et Seriliacensis Villa) qui domine, située plus en plaine au sud-est de Ladoix le long de la Lauve, centrée sur l'église paroissiale élevée au XIIIe siècle (modifiée au XVIe siècle, le clocher est du XVIIIe siècle) et le château du XVIIIe siècle. On trouve dans les documents la trace au XIIe siècle d'un prieuré à Serrigny, dépendant à partir de 1351 de l'abbaye de Saint-Seine.
Buisson est mentionné en 1305, comme dépendance de la paroisse de Villers-la-Faye, puis le hameau est rattaché à Serrigny au XVe siècle. Les autres hameaux (Neuvelle de l'autre côté de la voie ferrée de Dijon à Lyon ; Corcelles-sous-Serrigny au-delà de l'autoroute A31) sont regroupés en 1988 pour former la commune de Ladoix-Serrigny.

### Des débuts modestes
En 1728, l'abbé Claude Arnoux n'évoque pas Ladoix dans sa Dissertation sur la situation de la Bourgogne et sur les vins quelle produit, dans laquelle il mentionne les « Volnet », « Pomard », Beaune, « Alôʃʃe », Pernand, Chaʃʃagne, Savigny et Auxey comme « vin de primeur » (des rouges à boire dans l'année), au contraire des « Nuis », « clôs de Vougeot » et Chambertin qui sont déjà des vins de garde. Pourtant la carte de Cassini montre une côte couverte de vignes, formant un vignoble continu d'Aloxe au sud-ouest à Corgoloin au nord-est, et au-delà.
En 1816, André Jullien lui non plus ne mentionne pas les vins de Ladoix dans sa Topographie de tous les vignobles connus, mettant les vins voisins de Corton dans sa deuxième classe, tandis que ceux d'« Alox » (Charlemagne et « Bressantes », ce dernier étant l'actuel climat de Corton-Bressandes) se retrouvent en troisième classe.
En 1831, le docteur Denis Morelot, dans son ouvrage Statistique de la vigne dans le département de la Côte-d'Or, indique que la commune de Serrigny est plantée avec 157 hectares de gamays et 47 ha de noiriens, produisant en moyenne 4 420 hectolitres par an (soit un rendement de 21,6 hl/ha) ; à titre de comparaison, la voisine Aloxe est monocépage avec 232 ha de noiriens (pour 3 016 hl de vin, soit 13 hl/ha), tandis que Corgoloin a 117 ha de gamays et 7 ha de noiriens (pour 2 930 hl, soit 23,6 hl/ha). En 1855, l'ouvrage Histoire et statistique de la vigne et des grands vins de la côte-d'Or mentionne lui-aussi Serrigny comme une commune viticole d'un rang moindre que sa voisine Aloxe : « Ce n'est que pour satisfaire à l'ordre géographique que je signalerai ici le hameau de Buisson et le village de Ladouée. […] Pourtant, dans les portions qui avoisinent le territoire d'Aloxe et qui terminent au nord le magnifique climat de Corton, on trouve quelques vignes plantées en pinot donnant des vins qui ne sont pas sans valeur ».

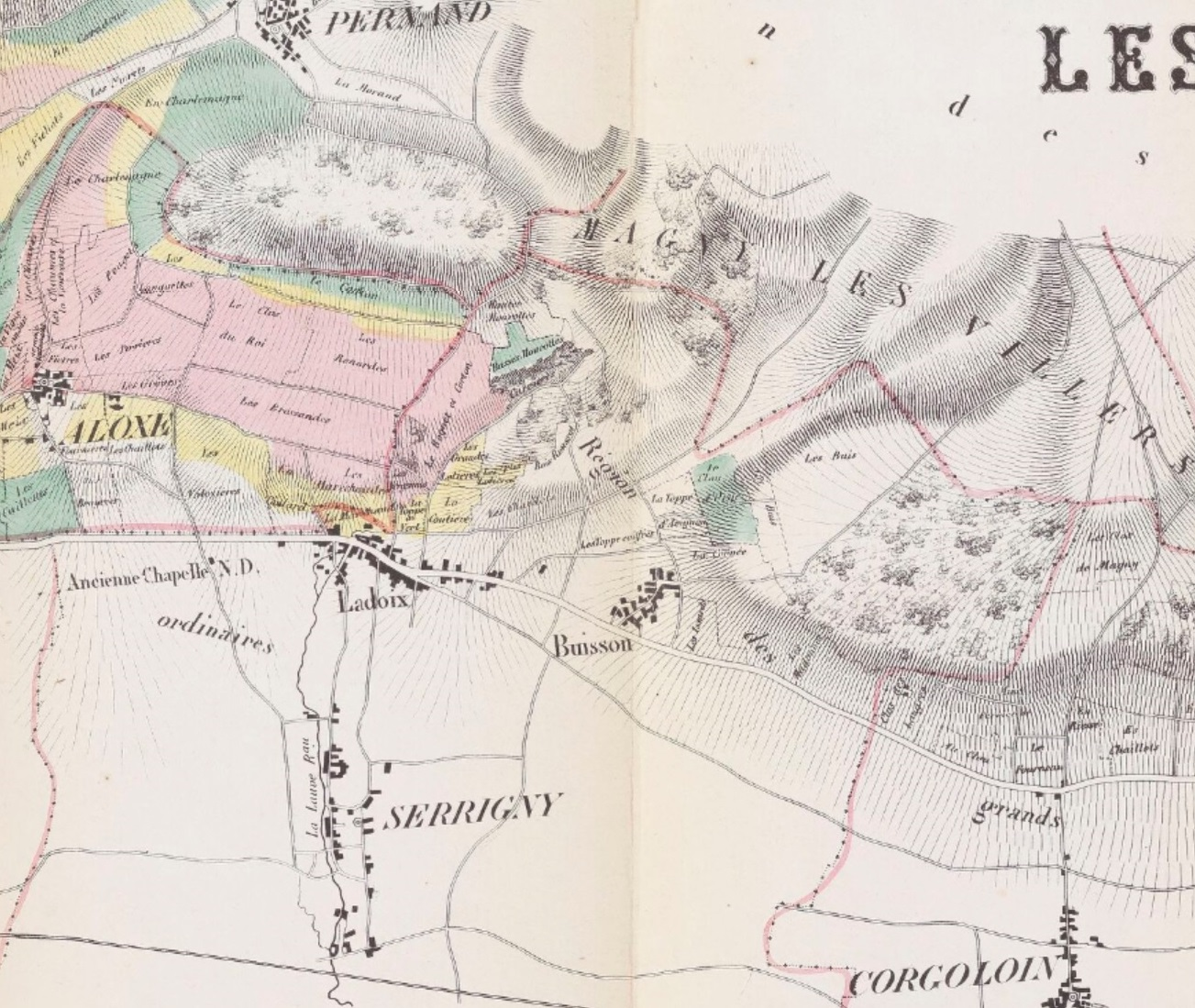
Plan des climats de la commune de Serrigny (avec ses hameaux de Ladoix et de Buisson) selon le classement de 1861 : la première classe de vins est en rose, la deuxième classe en jaune, la troisième classe en vert ; les vignes à l'est de la route (produisant à l'époque les « grands ordinaires ») ne sont pas classées. La classement a évolué depuis.

En 1861, le classement du Plan statistique des vignobles produisant les grands vins de Bourgogne met 25 ha de Serrigny en « vignes en vins fins » (alors qu'Aloxe en a 199 ha et Corgoloin 0), dont dix hectares en première classe sur Les Vergennes, Le Roguet et Corton (climats actuellement classés en grand cru corton), dix autres hectares en deuxième classe sur La Maréchaude, La Toppe au Vert, La Coutière, Les Grandes-Lolières, Les Petites-Lolières (maintenant en premier cru, sauf l'avant-dernier faisant partie du corton), enfin cinq hectares en troisième classe Le Clou-d'Orge, La Corvée et Basses Mourottes (en premier cru, sauf le dernier à moitié en corton).

### Naissance de l'appellation
À la fin du XIXe siècle arrivent deux fléaux de la vigne : le premier est le mildiou, une maladie cryptogamique qu'on peut traiter avec du sulfate de cuivre (la bouillie bordelaise) ; le second est le phylloxéra. Cet insecte térébrant venu d'Amérique mis très fortement à mal le vignoble à partir de 1878, entraînant à terme la mort de la totalité des vignes. La seule parade trouvée est le replantage intégral avec greffage sur des pieds américains capables de vivre en présence du phylloxéra. Le vignoble de la côte d'Or change donc rapidement : le pinot noir est privilégié par rapport au gamay, le provignage est abandonné à cette occasion, les vignes sont désormais plantées en rangées et palissées. En 1892, René Danguy dans son livre sur Les grands vins de Bourgogne montre que les vins de la commune commencent à monter en gamme (mentionnant notamment quelques vins blancs) : « C'est seulement depuis un assez petit nombre d'années que Ladoix-Serrigny a pris une réelle importance viticole. Jusqu'à la première moitié du XIXe siècle, les œnologues de la Côte-d'Or gardaient le silence sur ce pays ou se contentaient d'une simple mention pour suivre l'ordre géographique. […] En résumé, sur le territoire de Ladoix-Serrigny nous trouvons depuis les premiers crus en vins fins jusqu'aux vins courants de table fort au goût des consommateurs. » En fait, les vins de la commune sont alors vendus sous les noms génériques et réputés de « vin de Beaune », « d'Aloxe-Corton » ou « de Corton ». Les négociants de cette époque mélangeant les vins de différentes provenances, le nom d'un vin ne correspond pas forcément à son origine strict, mais plutôt à un niveau de qualité qui n'est garantie que par la réputation du négociant.
La création des appellations d'origine par la loi du 6 mai 1919 oblige les producteurs et le commerce à donner aux vins des noms conformes à leur origine, dans le souci de lutter contre les fraudes, ce qui entraine la limitation par décision de justice du 29 avril 1930 de l'appellation bourgogne (qu'on pouvait compléter d'un nom de commune) aux seuls vins réalisés avec du pinot noir ou du chardonnay, rejetant le gamay, l'aligoté et les hybrides considérés comme de moindre qualité. Ces mesures ne font pas que des contents en Bourgogne, notamment les négociants, ainsi que les vignerons des communes déshéritées, qui ne peuvent plus écouler leurs vins sous des noms vendeurs. En 1921, est fondé le Syndicat de défense des intérêts viticoles de Serrigny (présidé alors par le maire), qui cherche à faire reconnaître l'appellation « Ladoix-Corton » ; en 1923, la demande d'accoler le nom du cru corton à celui du village (ce qui avait été accordé à Aloxe) est refusé. Aloxe-Corton (représenté par le syndicat du Corton, présidé par Louis Latour) engage alors une bataille juridique avec ses deux voisines : le 25 juin 1930, le tribunal de Dijon donne le droit à Serrigny d'appeler corton le vin produit sur 29 ha ; le 17 novembre 1931, la cour d'appel réduit ce droit au climat « Le Rognet et Corton » ; le 17 novembre 1937, la cour de cassation remet en cause le jugement de 1931 ; le 30 décembre 1942, le Comité national des appellations d'origine (CNAO) donne raison à Aloxe-Corton ; finalement en 1954, Serrigny obtient l'extension du corton et du corton-charlemagne sur quelques-uns de ses climats.
Après d'âpres négociations auprès du Comité national des appellations d'origine (CNAO), une série de décrets crée les appellations contrôlées, notamment celles du 31 juillet 1937 concernant corton, corton-charlemagne, charlemagne, ladoix, côte-de-beaune-villages (pour les mélanges entre différentes appellations communales), bourgogne, bourgogne grand ordinaire, bourgogne ordinaire, bourgogne passe-tout-grains et bourgogne aligoté. L'appellation aloxe-corton dut attendre le décret du 11 mars 1938 pour être créée, à cause de l'opposition des vignerons de Ladoix et de Pernand-Vergelesses. Le décret d'appellation autorise d'utiliser du « pinot noirien » (le pinot noir), pinot beurot et pinot lièbault, avec comme pour les autres appellations tolérance pour quinze ans d'y adjoindre des plants de Renevey (alias le pinot Renevey, ou pinot à queue verte), ainsi qu'autorisation d'y rajouter jusqu'à 15 % de pinot blanc, pinot gris et chardonnay. Les rendements étaient limités à 35 hectolitres par hectare (moyenne calculée sur cinq années). À ce décret fournissant un court cahier des charges à l'appellation se rajoute celui du 14 octobre 1943, qui institue les premiers crus.
L'appellation connait ensuite les mêmes évolutions que ses voisines : les viticulteurs (ceux qui cultivent la vigne) vinifient de plus en plus leurs vins (au lieu de vendre leurs raisins), se mettant à les vendre eux-mêmes (plutôt qu'en passant par un négociant nuiton ou beaunois) ; dans les années 1960 et 1970, l'enjambeur remplace le cheval, complété par le chenillard sur les pentes ; les techniques en viticulture et œnologie évoluent pendant les cinquante ans suivants : vendange en vert, table de triage, cuve en inox, pressoir électrique puis pneumatique, etc. En 1984, la commune de Ladoix-Serrigny organise la fête de la Saint-Vincent tournante ; une seconde fête se déroule au village les samedi 25 et dimanche 26 janvier 2025. Le cahier des charges de l'appellation a été modifié en novembre 2011.

## Vignoble
L'aire d'appellation du ladoix se situe en Bourgogne, dans le département de la Côte-d'Or, sur une partie de la commune de Ladoix-Serrigny, dans le vignoble de la Côte de Beaune. Ce vignoble se situe sur la route des Grands Crus, entre ceux d'Aloxe-Corton au sud-ouest et de Corgoloin au nord-est, à 3,5 km de Beaune.
Le vignoble de la commune de Ladoix-Serrigny produit plusieurs appellations différentes. Sur le coteau à l'ouest de la D974 se situe l'aire de production de l'appellation communale ladoix (qu'il soit classé parmi les premiers crus ou non), mais aussi une petite partie des grands crus corton et corton-charlemagne, ainsi que quelques climats ayant droit à l'appellation aloxe-corton premier cru. Les vignes de piedmont à l'est de la D974 (autour de Serrigny) produisent les appellations régionales bourgogne côte-d'or, coteaux-bourguignons et bourgogne aligoté.
En 2022 et en 2023, sur les 106 hectares produisant le ladoix, 70 sont plantés en cépage noir (pinot noir) et 36 en cépage blanc (chardonnay) ; dans ce total sont compris les premiers crus, avec 16 ha en rouge et 8 en blanc. En 2008, sur les 94 ha de l'appellation, 74 produisaient du vin rouge (dont 16 en premier cru) et 20 du vin blanc (dont 9 en premier cru).
La classification en premier cru dépend du climat et du respect de normes de culture et d'élaboration du vin plus exigeantes édictées par le cahier des charges : les rendements, la richesse naturelle en sucre, les titres alcooliques minimum et maximum.

### Géologie et orographie
Les vignes poussent sur des sols bruns argileux en surface mais principalement calcaires (du Jurassique) en sous-sol. Le haut de la côte est plus caillouteux, le pied plus argileux. Entre d'une part le haut de la côte, formé par la colline de Corton et le bois de Mont, et d'autre part l'ancienne route nationale 74 tout en bas, le sous-sol évolue dans le sens de la pente.
Les vignes remplacent les bois dès la crête 350 (lieu-dit « Sur les Gréchons »), sur un sous-sol profond (80 m) composé de calcaires bioclastiques (débris d'origine biologique) gris-beiges et de marnes alternant par bancs, le tout datant de l'Oxfordien moyen. Juste en dessus affleure une étroite (1 m d'épaisseur) couche de calcaire argileux à oolithes ferrugineux, qui se mélange en surface avec une formation de versant composée de roches désagrégées, d'argile de décalcification et de colluvions fines (climats des Gréchons et Foutrières). Un peu plus bas, après une couche de marnes grises puis jaunâtres du Callovien, l'épaisse couche (25 m) de la « dalle nacrée » forme une petite falaise. Son nom provient de sa couleur, brune, rouge, violacée ou jaune, due aux oxydes de fer qu'elle contient ; elle est datée du Bathonien terminal (climats du Rognet, de Corton et des Mourottes). Cette strate a été exploitée, d'où la présence de carrières tout le long de l'affleurement (lieu-dit Les Carrières ; le bois des Toppes est sur des remblais) et plus particulièrement au nord-est de la commune.
Encore en dessous, la mi-pente est sur le calcaire dit « de Comblanchien » (car la partie inférieure est exploitée sur les communes voisines de Corgoloin et de Comblanchien), datant du Bathonien, épais de 60 mètres et compact. Ce calcaire est recouvert par ce qu'on appelle le limon à cailloutis de la Côte, composé principalement d'argiles rouges, brunes ou grises, auxquels se rajoutent les apports anthropiques (amendements et recharge des parcelles dégradées par le ruissellement). Ce sol s'épaissit en bas du versant.
La majeure partie des climats classés se trouvent dessus (La Maréchaude, La Coutière, les Lolières, le Bois Roussot, le Clou d'Orge, Les Buis, La Corvée et La Micaude).
Les parcelles tout en bas de la pente, à proximité de la route nationale, sont plantées sur une épaisse couche d'argiles accumulées là comme colluvion. Les vignes immédiatement à l'ouest du hameau de Buisson (Les Chaillots, Les Combottes, Le Clou, Le Seuriat, La Butte, etc.) sont implantées sur le cône de déjection des combes Jeannin et des Buis (qui mènent à Magny-lès-Villers, épais d'un à 20 mètres) : il est composé de graviers calcaires dans une matrice d'argile et de sable, datant du Pliocène à l'Holocène,.

### Climatologie
Le climat bourguignon est un climat tempéré océanique à légère tendance continentale. L'influence océanique se traduit par des pluies fréquentes en toutes saisons (avec néanmoins un maximum en automne et un minimum en été) et un temps changeant. L'influence semi-continentale se traduit par une amplitude thermique mensuelle plutôt élevée, se caractérisant par des hivers plus froids avec quelques chutes de neige, et des étés plus chauds que sur les littoraux, avec à l'occasion de violents orages. Les données climatiques de la station météo de Savigny-lès-Beaune (à 275 m d'altitude) ci-dessous en rendent compte.
En raison de l'actuel changement climatique, les vendanges sont souvent plus précoces de quelques jours (le débourrement, la floraison et la véraison de la vigne se faisant plus tôt).

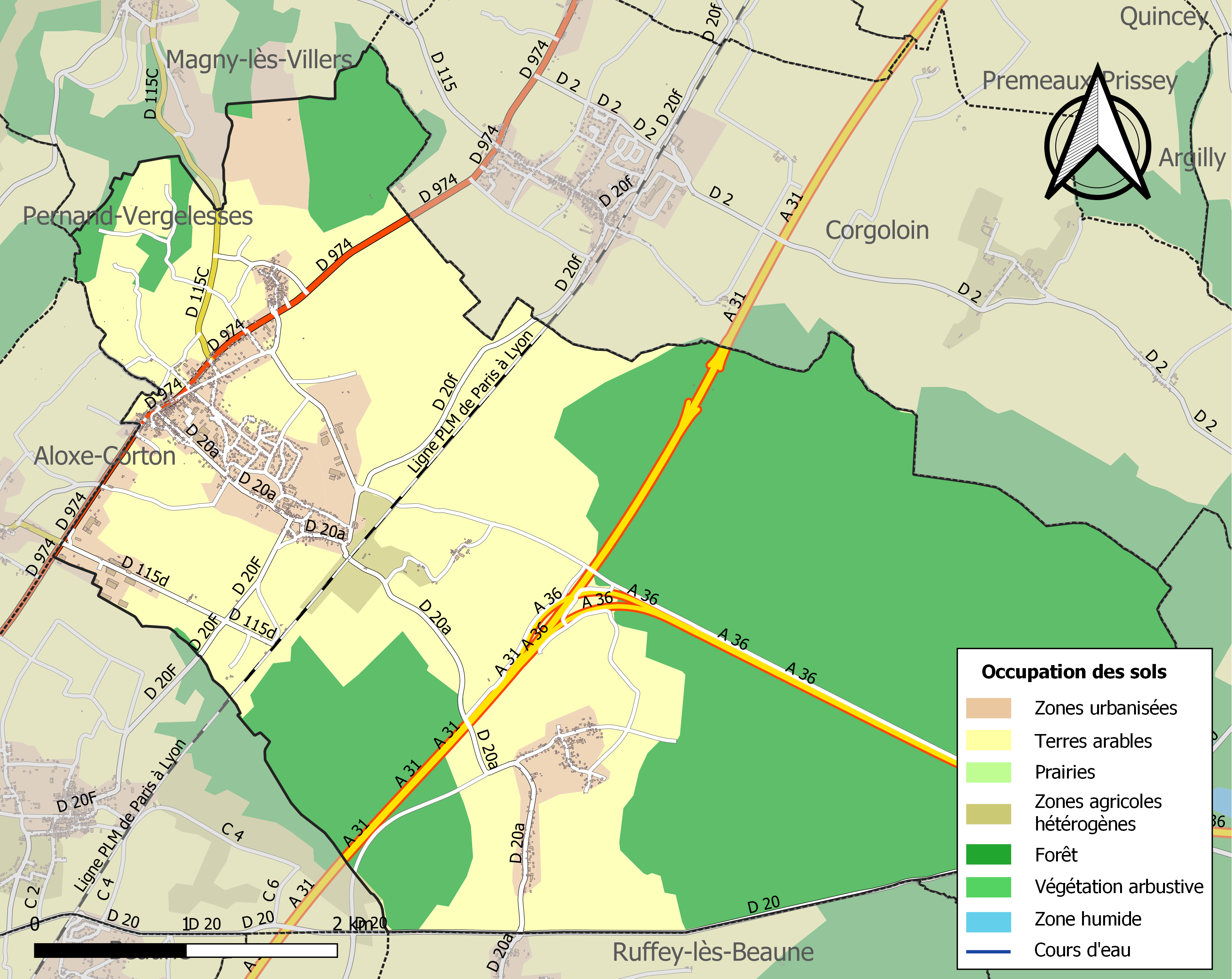
Carte d'occupation des sols de Ladoix-Serrigny en 2018 : les terres arables (en jaune) sont presque exclusivement plantés en vignes, mais l'appellation ladoix ne concerne que les vignes à l'ouest de la D974, à l'extrémité nord-ouest.

| Mois                              | jan. | fév. | mars  | avril | mai  | juin  | jui.  | août  | sep.  | oct. | nov. | déc. | année |
| --------------------------------- | ---- | ---- | ----- | ----- | ---- | ----- | ----- | ----- | ----- | ---- | ---- | ---- | ----- |
| Température minimale moyenne (°C) | −1   | 0    | 2,6   | 5,5   | 9,2  | 13    | 14,7  | 13,9  | 11    | 7    | 3,4  | 0,9  | 6,8   |
| Température moyenne (°C)          | 2,8  | 4    | 7,7   | 11,6  | 14,9 | 18,3  | 20,5  | 19,5  | 16,8  | 11,4 | 6,5  | 4    | 11,4  |
| Température maximale moyenne (°C) | 5,8  | 8    | 12,7  | 17,7  | 20,6 | 24,7  | 27    | 26    | 22,7  | 16,4 | 10,2 | 7,1  | 16,6  |
| Nombre de jours avec gel          | 13,6 | 11   | 7,5   | 2,1   | 0    | 0     | 0     | 0     | 0     | 2    | 6    | 10,6 | 52,8  |
| Ensoleillement (h)                | 24,3 | 60,3 | 112,5 | 139,1 | 155  | 162,3 | 164,5 | 182,4 | 144,9 | 73,4 | 29,9 | 17,4 | 1 266 |
| Précipitations (mm)               | 32,5 | 27,1 | 35,8  | 41,2  | 37,8 | 43,3  | 24,3  | 29,5  | 30,4  | 38,8 | 27   | 38   | 405,7 |

| Diagramme climatique                                  |        |             |             |             |            |            |            |            |           |           |          |
| J                                                     | F      | M           | A           | M           | J          | J          | A          | S          | O         | N         | D        |
| 5,8−132,5                                             | 8027,1 | 12,72,635,8 | 17,75,541,2 | 20,69,237,8 | 24,71343,3 | 2714,724,3 | 2613,929,5 | 22,71130,4 | 16,4738,8 | 10,23,427 | 7,10,938 |
| Moyennes : • Temp. maxi et mini °C • Précipitation mm |        |             |             |             |            |            |            |            |           |           |          |

### Climats de l'appellation
Le nom de l'appellation sur l'étiquette d'une bouteille de ladoix peut être suivi du nom du climat sur lequel il a été produit. Onze de ces climats sont classés comme premiers crus, à proximité de l'appellation corton (Le Rognet et Corton, Hautes Mourottes, Basses Mourottes, Bois Roussot et Les Joyeuses), tout en haut du coteau (En Naget, Les Gréchons et Foutrières) ainsi qu'au-dessus de Buisson (La Corvée, La Micaude, Le Clou d'Orge et Les Buis), à condition de respecter les critères spécifiques fixés par le cahier des charges pour l'ensemble de ces dénominations géographiques. Certains climats sont seulement partiellement classés en premier cru (Hautes Mourottes, Les Joyeuses, Les Buis).
| Climats                                    | parcelles cadastrales                | Superficies     |
| ------------------------------------------ | ------------------------------------ | --------------- |
| Basses Mourottes (en rouge comme en blanc) | AH 99, 101 à 104 et 106              | 92 a 80 ca      |
| Bois Roussot (en rouge)                    | AH 51, 52, 56, 57, 60 à 68, 72 et 73 | 1 ha 78 a 45 ca |
| En Naget (en blanc)                        | AE 159 à 168                         | 2 ha 67 a 49 ca |
| Hautes Mourottes (en rouge comme en blanc) | AH 129 à 131                         | 54 a 56 ca      |
| La Corvée (en rouge comme en blanc)        | AD 15 à 20, 24 à 28, 61 à 65 et 71   | 7 ha 14 a 4 ca  |
| La Micaude (en rouge comme en blanc)       | AC 45 à 48                           | 1 ha 63 a 82 ca |
| Le Clou d'Orge (en rouge comme en blanc)   | AD 47 à 54                           | 1 ha 58 a 40 ca |
| Le Rognet et Corton (en blanc)             | AK 1 et 2                            | 79 a 75 ca      |
| Les Buis (en rouge)                        | AD 1 à 16                            | 5 ha 45 a 43 ca |
| Les Gréchons et Foutrières (en blanc)      | AE 127 à 158                         | 5 ha 88 a 20 ca |
| Les Joyeuses (en rouge)                    | AH 48 à 52                           | 75 a 99 ca      |

En-dehors de ces lieux-dits ayant droit à la mention premier cru, d'autres climats sont classés dans l'appellation et peuvent être indiqués sur l'étiquette. Ceux-ci font la transition entre les premiers crus et les parcelles plus basses encore (au sud de la D 974), ces dernières produisant les appellations régionales :
- Bas de Naget ;
- Bois de Gréchons ;
- Bois de Naget ;
- Bois des Toppes ;
- Bois Roussot ;
- Champ Pussuet ;
- Clos des Chagnots ;
- Clos Royer ;
- En Naget ;
- Hameau de Buisson ;
- Hameau de Ladoix ;
- La Blancharde ;
- La Butte ;
- La Combe ;
- La Corvée Basse ;
- La Huchotte ;
- La Mort ;
- La Rangie ;
- La Toppe d'Avignon ;
- Le Bois d'Herbues ;
- Le Clou ;
- Le Seuriat ;
- Les Briquottes ;
- Les Buis ;
- Les Carrières ;
- Les Chaillots ;
- Les Chagnots ;
- Les Champs Rammés ;
- Les Combottes ;
- Les Gréchons et Foutrières ;
- Les Forêts ;
- Les Issards ;
- Les Joyeuses ;
- Les Lièvrières ;
- Les Madonnes ;
- Les Marnées ;
- Les Ranches ;
- Les Toppes Coiffées ;
- Les Vris ;
- Sur les Forêts ;
- Sur les Vris ;
- Vigne Adaim[27].

### Encépagement

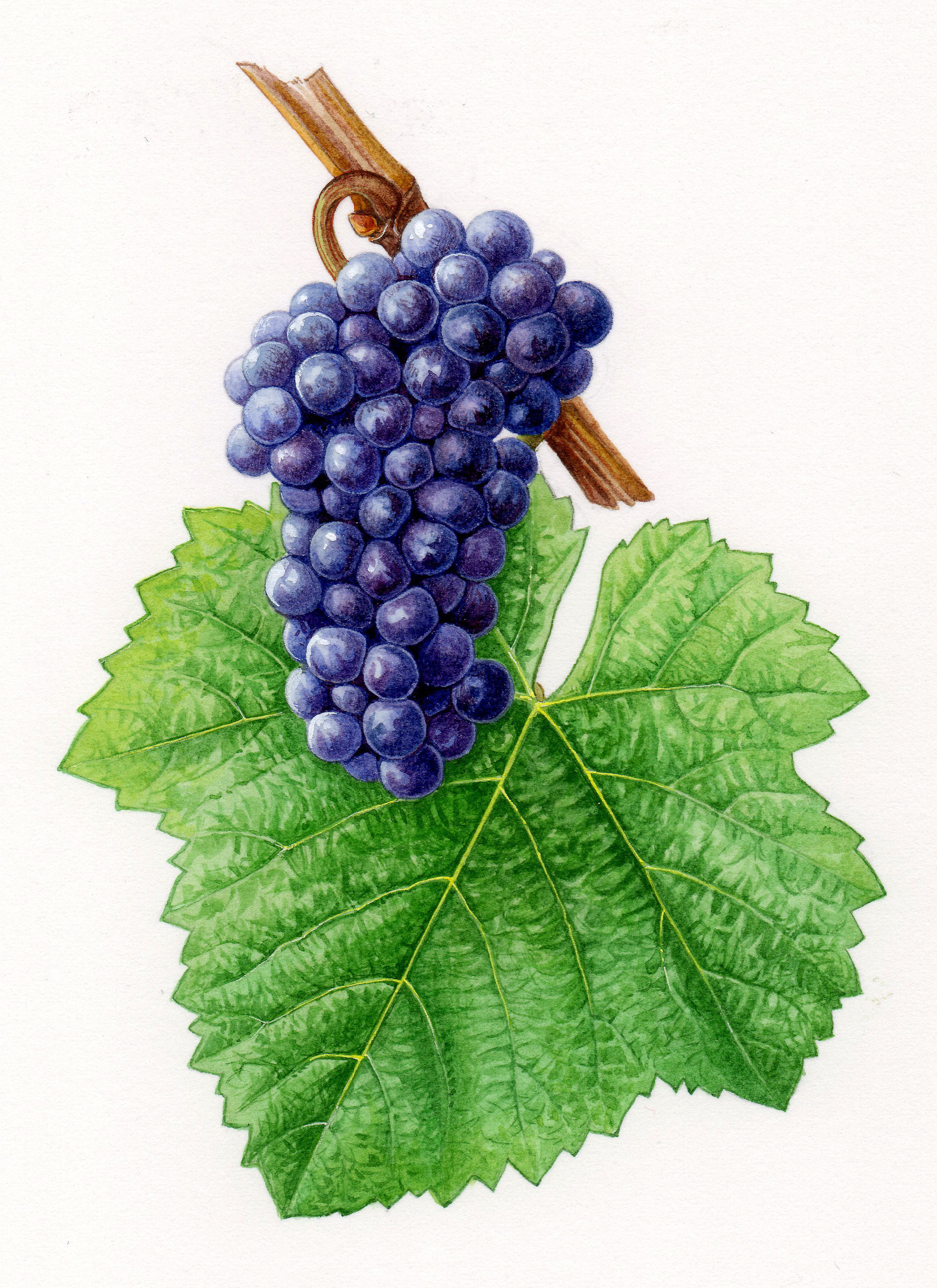
Grappe et feuille de pinot noir.

Les cépages autorisés par le cahier des charges de l'appellation pour faire du ladoix rouge sont le pinot noir N (qualifié de cépage principal), qui peut être complété jusqu'à 15 % avec du chardonnay B, du pinot blanc B ou du pinot gris G (appelé localement pinot beurot). Dans la pratique, les rouges sont composés uniquement de pinot noir. Pour faire du ladoix blanc, les cépages autorisés sont le chardonnay B (comme cépage principal), qui peut être complété jusqu'à 10 % avec du pinot blanc B et accessoirement du pinot gris G. Dans la pratique, les ladoix blancs sont composés uniquement de chardonnay B.
Le pinot noir est constitué de petites grappes denses, en forme de cône de pin (d'où son nom) composées de grains ovoïdes, de couleur bleu sombre. C'est un cépage délicat, qui est sensible aux principales maladies et en particulier au mildiou, au rougeot parasitaire, à la pourriture grise (sur grappes et sur feuilles), et aux cicadelles. Ce cépage, qui nécessite des ébourgeonnages soignés, a tendance à produire un nombre important de grapillons. Il profite pleinement du cycle végétatif pour mûrir en première époque. Le potentiel d'accumulation des sucres est élevé pour une acidité juste moyenne et parfois insuffisante à maturité. Les vins sont assez puissants, riches, colorés et de garde. Ils sont moyennement tanniques en général.
Le chardonnay, lui, compose la plupart des vins blancs de l'appellation. Ses grappes sont relativement petites, cylindriques, moins denses que celles du pinot noir, constituées de grains irréguliers, assez petits, de couleur jaune doré. De maturation de première époque comme le pinot noir, il s'accommode mieux d'une humidité de fin de saison avec une meilleure résistance à la pourriture s'il n'est pas en situation de forte vigueur. Il est sensible à l'oïdium et à la flavescence dorée. Il débourre un peu avant le pinot noir, ce qui le rend également sensible aux gelées printanières. Les teneurs en sucre des baies peuvent atteindre des niveaux élevés tout en conservant une acidité importante, ce qui permet d'obtenir des vins particulièrement bien équilibrés, puissants et amples, avec beaucoup de gras et de volume.

### Méthodes culturales

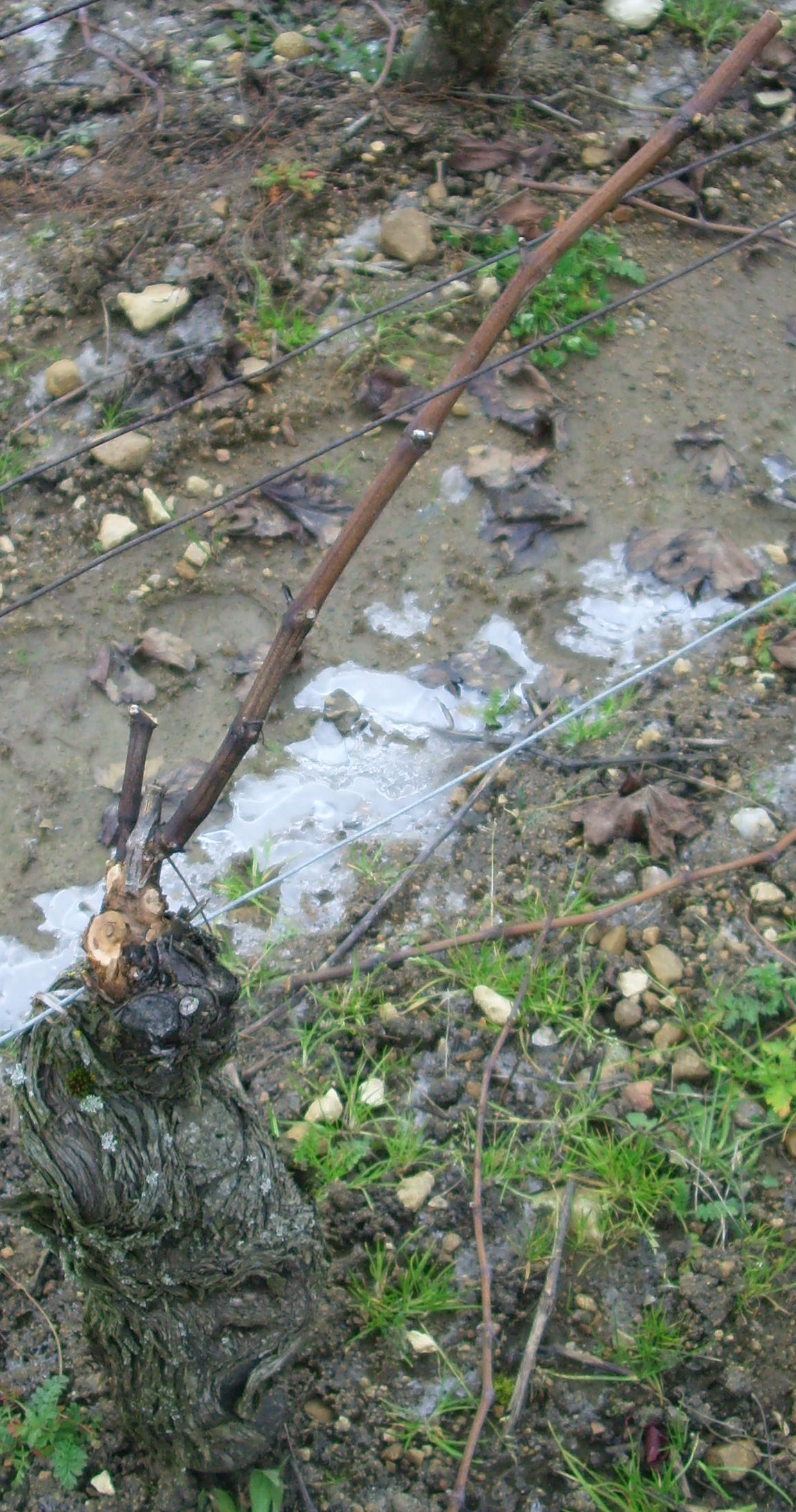
Pied de vigne taillé en guyot simple : une baguette est laissée.

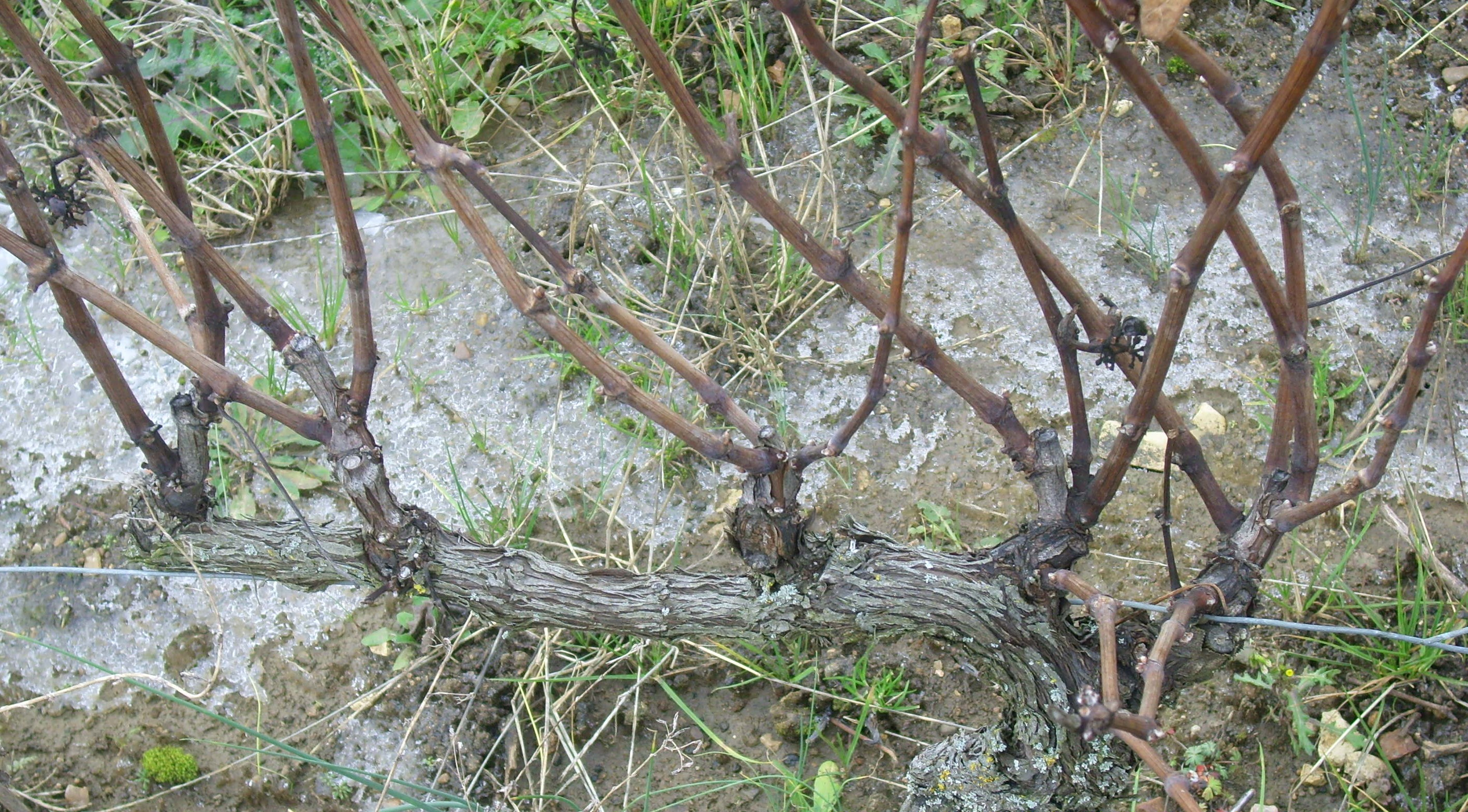
Pied taillé en cordon de Royat : cinq corsons sur un bras portant chacun plusieurs sarments.

Le travail dans les vignes est en partie manuel, en partie mécanique (avec un enjambeur). Le travail commence à la fin de l'automne, dès que la plante est en période de repos, avec la taille qui peut être préparée à la machine (la prétailleuse permet de broyer le haut des sarments), mais qui se fait essentiellement à la main. Cette taille peut être réalisée soit courte en « cordon de Royat », cordon bilatéral, gobelet et éventail, soit longue en « guyot simple », avec un nombre total d'yeux francs inférieur ou égal à huit. Les sarments coupés sont brûlés, souvent sur place dans des brouettes.
Comme les maladies ou les accidents de charrue tuent chaque année quelques pieds, ceux-ci sont marqués avant l'hiver avec un ruban, puis ces ceps morts sont déracinés avec une machine (la tarière, montée sur l'enjambeur), un maximum de racines est arraché, laissant un trou pour la plantation du nouveau pied porte-greffe. Un labourage ou « griffage » peut être réalisé dans le but d'aérer les sols et de supprimer les herbes, complété par un buttage pour protéger les pieds du gel, avec débuttage au printemps. Les fils porteurs, piquets et tendeurs sont remis en état au cours de l'hiver pour obtenir des rangs bien palissés. À la toute fin de l'hiver et au début du printemps, la taille se termine : les branches sont ajustées à la longueur désirée, sont couchées à l'horizontale et attachées au fil de fer.
Au printemps, le producteur peut pratiquer un ébourgeonnage (echtinage : suppression d'une partie des sarments) dès que la vigne a commencé à pousser : cette méthode permet de réguler un peu les rendements, d'améliorer l'alimentation des grappes et d'aérer la vigne (limitant ainsi les maladies). Le relevage est pratiqué lorsque la vigne commence à avoir bien poussé, ainsi que plusieurs rognages (consistant à passer l'enjambeur pour couper les rameaux de vignes qui dépassent du système de palissage) au début de l'été. Pour limiter l'enherbement entre les rangs (qui maintient de l'humidité, mais limite le ravinement) et empêcher les racines de se développer en surface, certains producteurs pratiquent un nouveau labourage ou passent la tondeuse, d'autres utilisent des herbicides (désherbage chimique). Pour protéger les pieds, les feuilles et les fruits des maladies cryptogamiques (mildiou, oïdium, pourriture grise, etc.) et des insectes ravageurs (eudémis et cochylis), plusieurs traitements des vignes sont pratiqués, avec des produits phytosanitaires (généralement chimiques, tel que la bouillie bordelaise contenant du sulfate de cuivre, utilisé comme fongicide) ou dans quelques cas avec des préparations biodynamiques. Des produits fertilisants sont utilisés, les viticulteurs faisant le choix entre les engrais chimiques et ceux naturels (compost ou fumier).
Une vendange en vert (coupe d'une partie des grappes lorsque les pieds sont trop chargés) peut être pratiquée : cette opération est faite dans le but de réguler les rendements et surtout de faciliter la maturité des raisins restants. Un effeuillage partiel peut être pratiqué au milieu de l'été, pour exposer les raisins à plus de soleil et limiter les maladies (qui sont favorisées par l'humidité). L'irrigation est interdite sur l'appellation. Enfin, la date du début des vendanges est choisie en fonction de la maturité du raisin (sa richesse en sucre) : le cahier des charges fixe un minimum en grammes de sucre par litre de moût de 180, montant à 189 en premier cru (ce qui donnerait des vins faiblement alcoolisés, de 10,5 à 11 % vol), que les producteurs n'ont pas de mal à dépasser. Les vendanges sont le plus souvent réalisées manuellement dans l'appellation, systématiquement en premier cru, ce qui nécessite temporairement une importante main d’œuvre : il faut des coupeurs, des porteurs (de hottes ou de cagettes) et des trieurs (à la réception en cuverie). Sur les parcelles les moins valorisées, les vendanges peuvent être réalisées mécaniquement avec une machine à vendanger ou une tête de récolte montée sur un enjambeur.

### Rendements
Les rendements sont limités par le cahier des charges de l'appellation à un maximum de 50 hectolitres par hectare pour les rouges (48 hl/ha en premier cru) et à 57 hl/ha pour les blancs (55 hl/ha en premier cru).
Chaque année, ces rendements maximum peuvent être modifiés à la hausse ou à la baisse par un arrêté du ministère de l'Agriculture, dans la limite des rendements butoirs de l'appellation, fixés à 58 hectolitres par hectare en rouge (56 hl/ha en premier cru) et à 64 hl/ha en blanc (62 hl/ha en premier cru). Comme toutes les autres appellations, le syndicat des producteurs de ladoix peut demander auprès de l'INAO un « volume complémentaire individuel » (VCI) pour compenser une possible année de production inférieure en quantité ou en qualité : il s'agit d'une partie de la récolte, comprise entre le rendement maximum de l'appellation et le rendement butoir (il s'agit d'un dépassement de rendement) qui peut être mise en réserve et vendue plus tard assemblée avec le millésime de l'année suivante (dans la limite de 15 %). Le VCI en ladoix est limité à 10 hl/ha, avec un stockage maximal de 25 hl/ha (14 en 1er cru)
Les rendements réels annuels furent en moyenne sur la période de 2017 à 2021 de 40,7 hectolitres par hectare pour les ladoix rouges, de 42,8 hl/ha pour les ladoix blancs, de 36,8 hl/ha pour les ladoix premiers crus rouges et de 43,7 hl/ha pour les ladoix premiers crus blancs. Selon les Douanes, ils étaient en 2023 de 52 hl/ha en rouge et de 59 hl/ha en blanc.

## Vins
La production annuelle de vin sous l'appellation ladoix est de 4 421 hectolitres (un hectolitre = 100 litres = 133 bouteilles de 75 cl) en moyenne sur la période 2017-2021, dont 2 875 hl en rouge (65 % du volume total) et 1 546 hl en blanc (35 %) ; dans ce total sont compris les premiers crus, respectivement 599 hl en rouge et 368 en blanc.
Sur la période 2004-2008, la production était de 4 312 hl, dont 3 364 hl (75 %) en rouge (y compris 711 hl de premiers crus) et 948 (25 %) en blanc (y compris 455 de premiers crus).
Les données de production des années récentes, telles que publiées par les Douanes, sont :
| Année | ladoix rouge    | ladoix rouge    | ladoix rouge      | ladoix 1er cru rouge | ladoix 1er cru rouge | ladoix 1er cru rouge |
| Année | superficie (ha) | production (hl) | rendement (hl/ha) | superficie (ha)      | production (hl)      | rendement (hl/ha)    |
| ----- | --------------- | --------------- | ----------------- | -------------------- | -------------------- | -------------------- |
| 2022  | 119,5           | 2 676           | 22                | 11,4                 | 545                  | 47                   |
| 2023  | 54,2            | 2 857           | 53                | 15,5                 | 765                  | 49                   |
| 2024  | 55,6            | 1 142           | 21                | 15,5                 | 355                  | 22                   |

| Année | ladoix blanc    | ladoix blanc    | ladoix blanc      | ladoix 1er cru blanc | ladoix 1er cru blanc | ladoix 1er cru blanc |
| Année | superficie (ha) | production (hl) | rendement (hl/ha) | superficie (ha)      | production (hl)      | rendement (hl/ha)    |
| ----- | --------------- | --------------- | ----------------- | -------------------- | -------------------- | -------------------- |
| 2022  | 27,6            | 1 520           | 55                | 5,6                  | 333                  | 59                   |
| 2023  | 27,5            | 1 671           | 61                | 8,4                  | 475                  | 56                   |
| 2024  | 27,5            | 1 140           | 41                | 8,2                  | 303                  | 37                   |

### Vinification et élevage
Voici les méthodes générales de vinification de cette appellation. Il existe cependant des petites différences de méthode entre les différents viticulteurs et négociants.

#### Vinification en rouge
La récolte des raisins se fait à maturité et de façon manuelle ou mécanique. La vendange manuelle est le plus souvent triée, soit à la vigne soit à la cave avec une table de tri, ce qui permet d'enlever les grappes pourries ou insuffisamment mûres. La vendange manuelle est généralement éraflée puis mise en cuve. Une macération pré-fermentaire à froid est quelquefois pratiquée. La fermentation alcoolique peut démarrer, le plus souvent après un levurage. Commence alors le travail d'extraction des polyphénols (tanins, anthocyanes) et autres éléments qualitatifs du raisin (polysaccharides etc.). L'extraction se faisait par pigeage, opération qui consiste à enfoncer le chapeau de marc dans le jus en fermentation à l'aide d'un outil en bois ou aujourd'hui d'un robot pigeur hydraulique. Plus couramment, l'extraction est conduite par des remontages, opération qui consiste à pomper le jus depuis le bas de la cuve pour arroser le chapeau de marc et ainsi lessiver les composants qualitatifs du raisin. Les températures de fermentation alcoolique peuvent être plus ou moins élevées suivant les pratiques de chaque vinificateur avec une moyenne générale de 28 à 35 degrés au maximum de la fermentation. La chaptalisation est réalisée si le degré naturel est insuffisant : cette pratique est réglementée. À l'issue de la fermentation alcoolique suit l'opération de décuvage qui donne le vin de goutte et le vin de presse. La fermentation malolactique se déroule après mais est dépendante de la température. Le vin est soutiré et mis en fût ou cuve pour son élevage. L'élevage se poursuit pendant plusieurs mois (12 à 24 mois) puis le vin est collé, filtré et mis en bouteilles.

#### Vinification en blanc

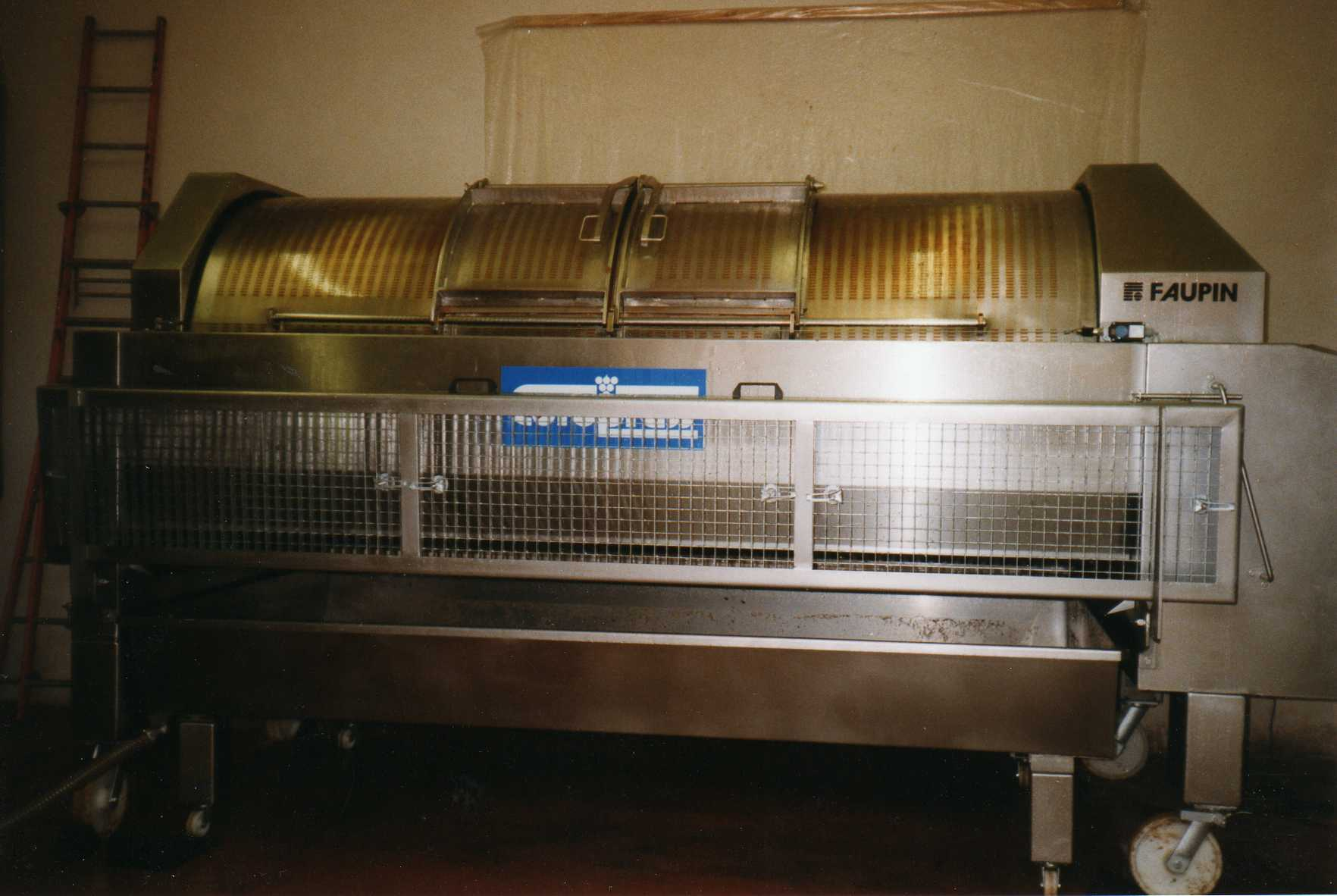
Pressoir pneumatique servant au pressurage.

Comme pour le rouge, la récolte est manuelle ou mécanique et peut être triée. Les raisins sont ensuite transférés dans un pressoir pour le pressurage. Une fois le moût en cuve, le débourbage est pratiqué généralement après un enzymage. À ce stade, une stabulation préfermentaire à froid (environ 10 à 12 degrés pendant plusieurs jours) peut être recherchée pour favoriser l'extraction des arômes. Mais le plus souvent, après 12 à 48 heures, le jus clair est soutiré et mis à fermenter. La fermentation alcoolique se déroule avec un suivi tout particulier pour les températures qui doivent rester à peu près stables (18 à 24 degrés). La chaptalisation est aussi pratiquée pour augmenter le titre alcoométrique volumique si nécessaire. La fermentation malolactique est réalisée en fûts ou en cuves. Les vins sont élevés « sur lies », en fûts, dans lesquels le vinificateur réalise régulièrement un « bâtonnage », c'est-à-dire une remise en suspension des lies. Cette opération dure pendant plusieurs mois au cours de l'élevage des blancs. À la fin, la filtration du vin est pratiquée pour rendre les vins plus limpides. La mise en bouteille clôture l'opération.

### Titres alcoométriques
| AOC                           | Rouge   | Rouge   | Blanc   | Blanc   |
| Titre alcoométrique volumique | minimal | maximal | minimal | maximal |
| Ladoix                        | 10,5 %  | 13,5 %  | 11 %    | 14 %    |
| Ladoix premier cru            | 11 %    | 13,5 %  | 11,5 %  | 14 %    |

### Gastronomie
Les ladoix rouges ont une robe rubis, un nez et une bouche variant selon son climat et son producteur de plutôt fruités (fruits rouges frais : cerise, groseille, cassis ou fraise) à plutôt charpentés (austérité tannique, puissance alcoolique) ; certains vins âgés seront plus sur les épices douces (et/ou la réglisse) ou végétaux (sous-bois, champignon). L'élevage en fût de chêne rajoute des notes boisés et vanillées, mais nécessite un peu plus de garde pour atténuer les tanins. Température de service : 15 à 16 °C.
Les ladoix blancs ont une robe dorée, un nez et une bouche marqués par le chardonnay, avec des notes plutôt florales (fleurs blanches : aubépine, acacias) ou fruitées (fruits jaunes : agrumes), qui peuvent être dominées par le passage en fût (notes boisées, vanillées). Température de service : 11 à 12 °C.

## Économie

### Structure des exploitations
Il existe des domaines de tailles différentes. Ces domaines mettent tout ou une partie de leurs propres vins en bouteilles et s'occupent aussi de le vendre. Les autres, ainsi que ceux qui ne vendent pas tous leurs vins en bouteilles, les vendent aux maisons de négoce.
Les maisons de négoce achètent leurs vins, en général, en vin fait (vin fini) mais parfois en raisin ou en moût. Elles achètent aux domaines et passent par un courtier en vin qui sert d'intermédiaire moyennant une commission de l'ordre de 2 % à la charge de l'acheteur.

### Prix des vignes
En 2014, une parcelle de ladoix premier cru se vendait officiellement à environ 10 000 € par ouvrée (un hectare étant subdivisé en 24 ouvrées) en blanc et 8 500 en rouge ; pour le reste de l'appellation communale, les prix sont de 8 000 € en blanc et 6 500 en rouge. Ces moyennes de prix sont inférieures à celles des appellations voisines aloxe-corton (28 000 € l'ouvrée, montant à 45 000 pour un 1er cru), corton (80 000) et corton-charlemagne (125 000), mais supérieures à celles des hautes-côtes-de-nuits (1 700/1 600) et des côte-de-nuits-villages (6 000).
Pour une comparaison entre les appellations, on peut aussi prendre les prix (en € pour une pièce de 228 l) pratiqués officiellement pour le calcul des fermages en 2024, qui fournissent une hiérarchie :
- bourgogne hautes-côtes-de-nuits blanc, 1 340 ;
- bourgogne hautes-côtes-de-nuits rouge, 1 358 ;
- côte-de-nuits-villages blanc, 2 331 ;
- côte-de-nuits-villages rouge, 2 443 ;
- ladoix rouge, 2 753 ;
- aloxe-corton, 3 374 ;
- ladoix blanc, 3 432 ;
- ladoix premier cru rouge, 3 685 ;
- aloxe-corton premier cru, 4 910 ;
- ladoix premier cru blanc, 4 992 ;
- corton, 14 038 ;
- corton-charlemagne, 31 545.

### Commercialisation
La commercialisation de cette appellation se fait par divers canaux de vente : dans les caveaux du viticulteur, dans les salons des vins (vignerons indépendants, etc.), dans les foires gastronomiques, par exportation, dans les cafés-hôtels-restaurants (CHR), dans les grandes et moyennes surfaces (GMS).

### Liste de producteurs
Liste de domaines producteurs et de maisons de négociants en 2011.
| - Domaine Bonnardot (Danièle Bonnardot), à Villers-la-Faye. - Domaine Bouhey JC et fils (Jean-François Bouhey), à Villers-la-Faye. - Domaine Cachat-Ocquidant, à Ladoix-Serrigny. - Domaine Capitain-Gagnerot, à Ladoix-Serrigny. - Domaine Chapelle et fils, à Santenay. - Domaine Chevalier père et fils (Claude Chevalier), à Ladoix-Serrigny. - Domaine Chicotot (Pascale et Georges Chicotot), à Nuits-Saint-Georges. - Maison Clavelier, à Nuits-Saint-Georges. - Domaine Cornu (Alexandre Cornu), à Magny-lès-Villers. - Domaine Edmond Cornu et fils (Pierre Cornu), à Ladoix-Serrigny. - Domaine d'Ardhuy, à Corgoloin. - Domaine Désertaux-Ferrand, à Corgoloin. - Domaine Robert Gibourg, à Morey-Saint-Denis. - Maison Jean-Claude Guyaux, à Beaune. - Domaine Pierre et Jean-Baptiste Lebreuil, à Savigny-lès-Beaune. - Domaine Maratray-Dubreuil, à Ladoix-Serrigny. - Domaine Jacob Mauclair (Marie-Cécile Jacob), à Échevronne. | - Domaine Jacob (Raymond Jacob), à Ladoix-Serrigny. - Domaine Maldant, à Ladoix-Serrigny. - Domaine Michel Mallard et fils, à Ladoix-Serrigny. - Domaine Maratray-Dubreuil, à Ladoix-Serrigny. - Domaine Maréchal-Caillot, à Bligny-lès-Beaune. - Domaine Martin-Dufour, à Chorey-lès-Beaune. - Domaine de Mérode, à Ladoix-Serrigny. - Domaine Mestre père et fils, à Santenay. - Domaine Moniot-Nié (Françoise et Laurent Moniot-Nié), à Santenay. - Domaine Henri Naudin-Ferrand (Claire Naudin), à Magny-lès-Villers. - Domaine Nudant (Jean-René Nudant), à Ladoix-Serrigny. - Domaine Christian Perrin, à Ladoix-Serrigny. - Domaine Petitot Jean et fils, à Corgoloin. - Maison Pierre André, à Aloxe-Corton. - Château de Pommard, à Pommard. - Domaine Prin (Jean-Luc Boudrot), à Ladoix-Serrigny. - Domaine Ravaut, à Ladoix-Serrigny. |

## Anecdote
L'astéroïde (291847) Ladoix a été nommé d'après le village de Ladoix-Serrigny et son vin.